# SSBP1
SSBP1 (англ. Single stranded DNA binding protein 1) – білок, який кодується однойменним геном, розташованим у людей на короткому плечі 7-ї хромосоми.  Довжина поліпептидного ланцюга білка становить 148 амінокислот, а молекулярна маса — 17 260.
| 10         |  | 20         |  | 30         |  | 40         |  | 50         |
| ---------- |  | ---------- |  | ---------- |  | ---------- |  | ---------- |
| MFRRPVLQVL |  | RQFVRHESET |  | TTSLVLERSL |  | NRVHLLGRVG |  | QDPVLRQVEG |
| KNPVTIFSLA |  | TNEMWRSGDS |  | EVYQLGDVSQ |  | KTTWHRISVF |  | RPGLRDVAYQ |
| YVKKGSRIYL |  | EGKIDYGEYM |  | DKNNVRRQAT |  | TIIADNIIFL |  | SDQTKEKE   |

A: Аланін

D: Аспарагінова кислота

E: Глутамінова кислота

F: Фенілаланін

G: Гліцин

H: Гістидин

I: Ізолейцин

K: Лізин

L: Лейцин

M: Метіонін

N: Аспарагін

P: Пролін

Q: Глутамін

R: Аргінін

S: Серин

T: Треонін

V: Валін

W: Триптофан

Задіяний у такому біологічному процесі як реплікація ДНК. 
Білок має сайт для зв'язування з ДНК. 
Локалізований у мітохондрії, мітохондріальному нуклеоїді.